# Metopella longimana
Metopella longimana är en kräftdjursart som först beskrevs av Boeck 1871.  Metopella longimana ingår i släktet Metopella och familjen Stenothoidae. Arten har ej påträffats i Sverige. Inga underarter finns listade i Catalogue of Life.